# Glossite
 Mise en garde médicale
La glossite est une inflammation de la langue, entraînant un gonflement et un changement de couleur et de forme dans les cas graves.

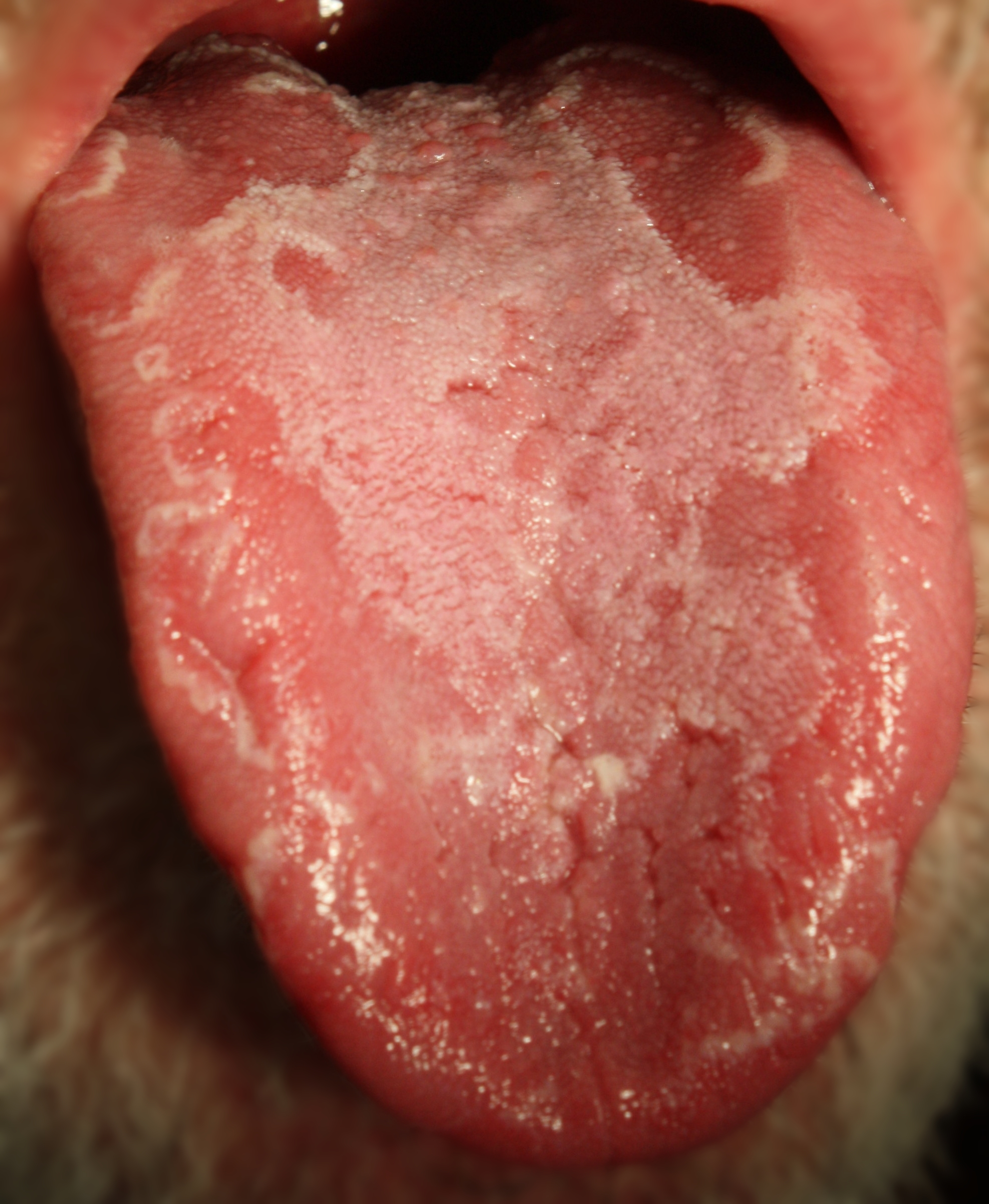
Langue géographique, glossite bénigne, souvent associé au psoriasis.

## Causes
Parmi les causes de glossite connues ou associées, on peut citer :
- l'alcoolisme[1] ;
- la maladie de Biermer (ou Anémie pernicieuse) ;
- le traitement (autrefois) de la syphilis par des médicaments mercuriels distribués sous forme de fumigation du corps enfermé dans une étuve. Ce traitement dégradait notamment tout l'intérieur de la bouche du malade, provoquant des « glossites mercurielles » pouvant fortement déformer la langue du patient[2]) avec une forte dégradation des gencives pouvant parfois entrainer la chute des dents [2]. Le tréponème responsable de la syphilis peut causer une dégénérescence de la langue et des papilles ;
- une carence en vitamine B12 ou en vitamine B9
- la maladie cœliaque, (maladie auto-immune parfois dite cœliaquie ou intolérance au gluten)[3], ou une forme tropicale de cette maladie, consécutive à des carences nutritionnelles[1] ;
- L'usage de Nitro-5-imidazolés (ex: métronidazole)
- la maladie de Crohn[1] ;
- la maladie de Whipple[1] ;
- le syndrome de glucagonome[1] (tumeur endocrine maligne du pancréas, produisant un excès de glucagon, c'est une tumeur très rare et d'évolution lente);
- la maladie de Cowden[1] ;
- le syndrome d'immunodéficience acquise (SIDA )[1] ;
- le syndrome carcinoïde[1], secondaire à des tumeurs carcinoïdes, supposé causée par une sécrétion endogène anormale sérotonine et de kallicréine ;
- l'amylose de kwashiorkor [1], induit par une malnutrition protéino-énergétique sévère de la première enfance ;
- un manque d'hydratation et/ou un défaut de salivation facilitent le développement de certaines bactéries ou champignons sur la langue ;
- des brûlures (boissons ou aliments trop chauds), une irritation mécanique ou des blessures par exemple induites par le contact répété avec des aspérités de dents (dent cassée) ou d'appareils dentaires ; ou d'autres traumatismes ;
- piercing de la langue[4]. La glossite peut être provoquée par l'irritation constante de l'ornement et de la colonisation de Candida albicans dans le site et sur l'ornement[5] ;
- l'effet irritant de certains produits (associés ou non) mis en contact avec la langue (tabac, alcool, aliments très chauds ou certaines épices) ;
- réaction allergique à un dentifrice, rince-bouche, rafraîchisseurs d'haleine ou à des colorants de confiseries, aux résines ou plastiques de prothèses dentaires ou utilisés pour le comblement de caries ou encore à certains médicaments régulateurs de la pression artérielle (IECA) ;
- effet secondaire de bloqueurs ganglionnaires (exemple : tubocurarine mécamylamine) ou de l'albutérol (bronchodilatateur) ;
- inflammation consécutive à un lichen plan buccal, érythème polymorphe, aphte, pemphigus ;

En outre :
- certaines glossites semblent héréditaires ;
- certaines glossites ont été associées à la schizophrénie et au psoriasis (souvent associé au symptôme (d'étiologie mal comprise) de la « langue géographique ».

Une langue douloureuse peut être une indication de plusieurs conditions médicales sous-jacentes graves. Elle mérite presque toujours la consultation d'un médecin ou d'un chirurgien-dentiste.